# Zakonnica II
Zakonnica II (ang. The Nun II) – amerykański horror w reżyserii Michaela Chavesa. Jego scenariusz napisali Akela Cooper, Ian B. Goldberg i Richard Naing. Film jest kontynuacją Zakonnicy (2018) i dziewiątą produkcją w Uniwersum Obecności. W filmie występują Storm Reid, Taissa Farmiga i Anna Popplewell. 
Film został wydany 8 września 2023 przez Warner Bros. Pictures.

## Fabuła
Cztery lata po wydarzeniach w Rumunii siostra zakonna Irene po raz kolejny staje twarzą w twarz ze złowrogą Zakonnicą - demonem Walakiem.

## Obsada
- Taissa Farmiga – siostra Irene[3]
- Storm Reid[4] – Debra
- Anna Popplewell – Kate[5]
- Katelyn Rose Downey – Sophie[5]
- Bonnie Aarons – Zakonnica[6]
- Jonas Bloquet – Maurice „Francuzik” Theriault[7]

## Produkcja

### Przygotowania
W sierpniu 2017 roku Wan omówił możliwość kontynuacji Zakonnicy i jaka może być jej historia: „Wiem, gdzie potencjalnie, jeśli Zakonnica się uda, może dojść Zakonnica II i jak to się wiąże z historią Lorraine, którą my ustawiliśmy się z dwiema pierwszymi Obecnościami i sprawiliśmy, że wszystko zatoczyło koło”.
W kwietniu 2019 roku Peter Safran ogłosił, że trwają prace nad kontynuacją. Safran stwierdził, że w filmie zaplanowano „naprawdę zabawną” fabułę i skomentował, że powstanie kolejnej odsłony Zakonnicy jest nieuchronne”. Później, w tym samym miesiącu Akela Cooper dołączył do projektu jako scenarzysta, a Safran i James Wan zostali producentami.
W lutym 2022 roku Taissa Farmiga oświadczyła, że rozmawiała z Warner Bros. Pictures, aby powtórzyć swoją rolę z pierwszego filmu, stwierdzając jednocześnie, że ograniczenia nałożone na przemysł filmowy w wyniku pandemii COVID-19 opóźniły projekt. W kwietniu 2022 roku Warner Bros. Pictures oficjalnie ogłosiło film na CinemaCon 2022. Następnego dnia ogłoszono, że Michael Chaves wyreżyseruje film.
We wrześniu 2022 roku ujawniono, że Ian B. Goldberg i Richard Naing przyczynili się jako współautorzy scenariusza do najnowszej wersji scenariusza.

### Casting
W kwietniu 2022 roku James Wan potwierdził, że Bonnie Aarons ponownie wcieli się w rolę Walaka. We wrześniu 2022 Storm Reid została obsadzona jako nowa protagonistka. W październiku 2022 roku potwierdzono, że Taissa Farmiga i Jonas Bloquet ponownie wcielą się w swoje role z pierwszego filmu, a Anna Popplewell i Katelyn Rose Downey dołączyły obsady pod koniec tego miesiąca.

### Zdjęcia
Wstępne zdjęcia produkcyjne rozpoczęły się 29 kwietnia 2022 roku. Pierwotnie kręcenie miało rozpocząć się 5 września 2022 roku. Główne zdjęcia rozpoczęły się we Francji 6 października 2022 roku (kręcono m.in. w Aix-en-Provence) i zakończyły się jeszcze tego samego roku.

## Premiera
Zakonnica II została wydana przez Warner Bros. Pictures i New Line Cinema w Stanach Zjednoczonych 8 września 2023 roku.

## Odbiór

### Box office
Przy budżecie szacowanym na 38,5 miliona dolarów, Zakonnica II zarobiła w weekend otwarcia w USA i Kanadzie (domestic box office) 32,6 miliona, a w pozostałych krajach 55,5 mln (łącznie 88,1 mln USD).

### Reakcja krytyków
Film spotkał się z mieszaną reakcją krytyków. W agregatorze recenzji Rotten Tomatoes 45% ze 99 recenzji uznano za pozytywne, a średnia ocen wystawionych na ich podstawie wyniosła 5,1 na 10. Z kolei w agregatorze Metacritic średnia ważona ocen z 24 recenzji wyniosła 47 punktów na 100.